# Ficus chrysolepis
Ficus chrysolepis är en mullbärsväxtart. Ficus chrysolepis ingår i släktet fikonsläktet, och familjen mullbärsväxter.

## Underarter
Arten delas in i följande underarter:
- F. c. chrysolepis
- F. c. novoguineensis